# 古川明
古川 明（ふるかわ あきら、1946年9月14日 - ）は、千葉県出身の元プロ野球選手（内野手）。

## 来歴・人物
銚子商業高校では野球部に所属せず、卒業後は軟式野球をしていたところ1967年にドラフト外でサンケイアトムズにテスト入団するも、2か月で退団。
1969年は、中南米に設立されたグローバルリーグの東京ドラゴンズに参加するが、現地に赴く前に退団した。投手として大洋ホエールズのテストを受けたが失敗。下手投げであった古川をロッテオリオンズが打撃投手として採用する。
1970年は投手としてプレー、1971年には、二軍監督の大沢啓二が俊足や守備力を評価して野手に転向するとジュニアオールスターに出場し、一軍でも俊足を活かした代走として起用される。8月6日には西鉄ライオンズを相手に、八番打者、三塁手として初の先発出場を果たすが、試合を決めるタイムリーエラーを記録してしまう。同年のオフに引退した。

## 詳細情報

### 年度別打撃成績
| 年 度    | 球 団    | 試 合 | 打 席 | 打 数 | 得 点 | 安 打 | 二 塁 打 | 三 塁 打 | 本 塁 打 | 塁 打 | 打 点 | 盗 塁 | 盗 塁 死 | 犠 打 | 犠 飛 | 四 球 | 敬 遠 | 死 球 | 三 振 | 併 殺 打 | 打 率 | 出 塁 率 | 長 打 率 | O P S |
| -------- | -------- | ----- | ----- | ----- | ----- | ----- | -------- | -------- | -------- | ----- | ----- | ----- | -------- | ----- | ----- | ----- | ----- | ----- | ----- | -------- | ----- | -------- | -------- | ----- |
| 1971     | ロッテ   | 18    | 2     | 2     | 6     | 0     | 0        | 0        | 0        | 0     | 0     | 10    | 0        | 0     | 0     | 0     | 0     | 0     | 0     | 0        | .000  | .000     | .000     | .000  |
| 通算:1年 | 通算:1年 | 18    | 2     | 2     | 6     | 0     | 0        | 0        | 0        | 0     | 0     | 10    | 0        | 0     | 0     | 0     | 0     | 0     | 0     | 0        | .000  | .000     | .000     | .000  |

### 記録
- 初出場：1971年7月28日、対近鉄バファローズ18回戦（東京スタジアム）、7回裏に小山正明の代走として出場
- 初盗塁：同上、7回裏に二盗（投手：板東里視、捕手：児玉弘義）
- 初先発出場：1971年8月6日、対西鉄ライオンズ18回戦（東京スタジアム）、8番・三塁手で先発出場

### 背番号
- 79 （1968年）
- 33 （1970年 - 1971年）